# 趙蔚坊
趙蔚坊（？—？），山東省登州府黃縣人，清朝政治人物、進士出身。
光緒十五年（1889年）己丑科進士。同年五月，著主事，分部学习。歷官吏部主事。